# Thomas Stoltzer
Thomas Stoltzer (* um 1475 in Schweidnitz, Herzogtum Schweidnitz; † März 1526 bei Znaim, Südmähren) war ein deutscher Komponist der Renaissance.

## Leben und Wirken
Über die Jugendzeit Thomas Stoltzers ist nichts bekannt. Der Stadtschreiber von Schweidnitz, Clemens Stolczer, der nachweislich zwischen 1468 und 1499 wirkte, war vielleicht ein Verwandter, eventuell sogar der Vater des Komponisten. Es gibt zahlreiche Hinweise, dass Stoltzer mit den Werken Heinrich Fincks (1444–1527) sehr vertraut war; jedoch lässt sich eine direkte Schülerschaft, wie mancherorts behauptet, nicht belegen. Über die Grenzen Schlesiens hinaus machte Stoltzer sich schon früh einen Namen als Komponist: Der Humanist Joachim Vadianus lobte in seiner Poetik (Wien 1518) Thomas Slesius als Musiker von hoher Auffassungsgabe und Schöpferkraft.
Direkt bezeugt wird Stoltzer ab dem Jahr 1519 in den Rechnungsbüchern des Breslauer Domkapitels, wo er als vicarius discontinuus, also als Geistlicher ohne ständige Anwesenheitspflicht, für die musikalische Ausgestaltung der hohen kirchlichen Festtage sorgte. Es ist naheliegend, dass hier zumindest ein Teil seiner liturgischen Kompositionen entstanden ist. Kurz darauf kam Stoltzer durch den „Schlesischen Reformator“ Johann Heß auch mit der Reformation in Berührung und freundete sich mit ihr an, schloss sich ihr aber offiziell nie an, sondern bezog bis an sein Lebensende die Einkünfte aus den Breslauer Pfründen (Stadtkirche St. Elisabeth).
Nachdem Stoltzer die Hochzeitsfeierlichkeiten von König Ludwig II. von Ungarn mit Prinzessin Maria aus dem Hause Habsburg, Tochter Philipps des Schönen, am 13. Januar 1522 musikalisch gestaltet hatte, wurde er am 8. Mai 1522 auf Marias Wunsch als Kapellmeister an den ungarischen Königshof nach Ofen berufen. Die musikliebende Königin veranlasste selbst die Vertonung der deutschen Psalmen Luthers durch Stoltzer zur ausschließlichen Verwendung am eigenen Hof. Hier hatte der Komponist eine große, aus deutschen und ungarischen Sängern bestehende Kapelle aufgebaut. Die neu entstandenen Kompositionen spiegeln den hohen Leistungsstand dieser Kapelle wider. In den Jahren 1522 und 1526 hielt sich Herzog Albrecht von Preußen am ungarischen Hof auf, was bei Stoltzer offenbar den Wunsch nach einer erneuten Veränderung weckte. In dem einzigen von seiner Hand überlieferten Dokument, einem Brief an Herzog Albrecht vom 23. Februar 1526, spricht der Komponist von der soeben vollendeten Vertonung des 37. Psalms, welche außer seiner ungewöhnlichen Länge auch etwas besonders kunstvolles Neues sei; darüber hinaus deutet er in dem Brief sein Interesse an einer Anstellung am preußischen Hof an und legt dem Brief noch die lateinische Vertonung des 29. Psalms Exaltabo te bei, welche jedoch nicht überliefert ist.
Es kam jedoch nicht mehr zu einem Wechsel an den preußischen Hof. Der erwähnte Brief nach Königsberg erhielt den Kanzleivermerk Thomas seliger schreibet, womit der zwischenzeitlich eingetretene Tod des Komponisten angedeutet wird. Offenbar musste Stoltzer zusammen mit großen Teilen des ungarischen Hofes vor den herannahenden Türken in Richtung Prag fliehen und ist nach den Worten des Humanisten Johannes Lang (1503–1567) dabei im März 1526 in dem Fluss Thaya in der Nähe von Znaim ertrunken.

## Bedeutung
Stoltzers Schaffen umfasste alle musikalischen Formen seiner Zeit, wobei der Schwerpunkt in seiner Breslauer Zeit zunächst auf der liturgischen Gebrauchsmusik lag. Später, in seiner Zeit in Ofen, wandte er sich mehr der freien geistlichen Erbauungsmusik (Psalm-Motetten) zu, die keinen festen Platz in der Messe hatte. Obwohl er etwa 30 Jahre jünger war als sein Vorbild Heinrich Finck, lehnte er sich früher und deutlich entschiedener an den franko-flämischen Motettenstil um 1500 an (Josquin Desprez). Dabei verleugnete er aber nicht seine deutsche Herkunft, indem er den Cantus firmus beibehielt und auch in den letzten Schaffensjahren eine malerisch-affektive Wortvertonung in seinen Kompositionen verwirklichte. Noch am Ende des 16. Jahrhunderts wurden Sätze wie die klanglich voll ausgewogene, ganz aus dem Text gestaltete Motette O admirabile commercium durch Drucke verbreitet und aufgeführt. Die zwischen 1524 und 1526 auf der Grundlage des Luthertextes entstandenen Vertonungen der Psalmen 12, 13, 37 und 86, die von der ungarischen Königin Maria erbeten worden waren, zeigen in ihrer herben klanglichen Eigenart und in ihrem reichlichen Gebrauch musikalischer Figuren und tiefschürfenden Symbolen den ersten Höhepunkt einer typisch deutschen Polyphonie. Man kann sie als musikalisches Gegenstück zur Bildenden Kunst von Albrecht Dürer, Veit Stoß und Tilman Riemenschneider bezeichnen. Sie gelten auch als die ersten großen geistlichen Kompositionen in einer Nationalsprache, nachdem bisher das Lateinische die Grundlage aller Wortvertonungen war. Zugleich markieren sie die von der Reformation eingeleitete Wende zur Benutzung der Volkssprache in der Liturgie. Noch zwei Generationen später wurde sein Kompositionsstil im lutherischen Mitteldeutschland als Muster des neuen Komponierens schlechthin angesehen. Stoltzer betrat auch musikalisches Neuland mit seinen Octo Tonorum Melodiae, acht 5-stimmigen Instrumentalsätzen in den vier authentischen und den vier plagalen Kirchentonarten.

## Werke
Thomas Stoltzers Werke sind in 30 deutschen Sammeldrucken (vor allem 1532 bis 1570) und in zahlreichen Handschriften überliefert.
- 08 Instrumentalwerke Octo Tonorum Melodiae
- 04 Messen (ohne Credo)
- 26 Motetten oder Motettenzyklen zum Proprium Missae
- 10 Responsorien
- 15 Responsorien- oder Antiphonen-Motetten
- 43 Hymnen
- 05 Vesperpsalmen im Falsobordonesatz
- 05 Magnificats
- 01 Te Deum
- 15 lateinische Psalmmotetten
- 04 deutsche Psalmmotetten
- Psalm 37 Erzürne dich nicht, 6 bis 7 Strophen
- Psalm 86 Herr, neige deine Ohren, 6 Strophen
- Psalm 12 Hilf, Herr, 6 Strophen
- Psalm 13 Herr, wie lang, 5 Strophen
- 14 weltliche und geistliche deutsche Lieder
- 05 sonstige Sätze

## Ausgaben
- Newe deudsche geistliche Gesenge (1544), Ed. J. Wolf, Denkmäler deutscher Tonkunst, 1908
- Das deutsche Gesellschaftslied in Österreich von 1480–1550, Ed. L. Nowak, Denkmäler der Tonkunst im Österreich, 1930
- Thomas Stoltzer: Sämtliche lateinische Hymnen und Psalmen, Ed. H. Albrecht und Otto Gombosi, Denkmäler deutscher Tonkunst, 1931
- Thomas Stoltzer: Ausgewählte Werke, Teil 1 Ed. H. Albrecht, Das Erbe deutscher Musik, 1942; Teile 2 und 3 Ed. L. Hoffmann-Erbrecht, 1969, 1983
- Georg Forster: Frische teutsche Liedlein (1539–1556), Ed. K. Gudewill, Das Erbe deutscher Musik, 1942
- Georg Rhau: Sacrorum hymnorum liber primus, Ed. R. Gerber, Das Erbe deutscher Musik, 1942–43
- Georg Rhau: Vesperarum precum officia, Ed. Hans Joachim Moser, Musikdrucke aus den Jahren 1538 bis 1545 in praktischer Neuausgabe, 1960